# João Pedro Paes Leme
João Pedro Senise Paes Leme (Rio de Janeiro, 9 de outubro de 1968) é um jornalista e escritor brasileiro. Como jornalista, cobriu eventos internacionais como Copa do Mundo FIFA e Jogos Olímpicos, além de ter sido correspondente internacional da TV Globo em Londres e Paris. Posteriormente, foi diretor-executivo do setor esportivo da emissora.
Como empresário, João Pedro Paes Leme tornou-se CEO e sócio-fundador da empresa Play9, ao lado youtuber Felipe Neto e o medalhista olímpico Marcus Vinicius Freire.

## Biografia e carreira
Começou sua vida na pequena cidade de Miguel Pereira no estado do Rio de Janeiro.  Participou da cobertura de vários eventos esportivos internacionais (quatro Jogos Olímpicos de Verão e dois de Inverno; quatro Jogos Pan-Americanos; duas Copas do Mundo de futebol e sete temporadas de Fórmula 1). Foi correspondente da TV Globo em Londres (1999–2000) e Paris (2005–2008). Foi diretor-executivo da Central Globo de Esportes de 2008 a 2016.
Em 31 de agosto de 2016, João anuncia sua saída da emissora para se dedicar a projetos pessoais nos Estados Unidos.
Em 2019, iniciou sua carreira administrativa ao se tornar CEO e sócio-fundador da empresa Play9 junto com o youtuber Felipe Neto e o medalhista olímpico Marcus Vinicius Freire.

## Obra publicada
- As Oito Mortes do Imortal (2001)[1]